# Alex – sam w domu
Alex – sam w domu lub Sam w domu – po raz trzeci (ang. Home Alone 3) – amerykański film komediowy z 1997 roku w reżyserii Rajy Gosnella. Trzeci film z serii Sam w domu. Zdjęcia kręcono głównie w Evanston w stanie Illinois.

## Fabuła
Z Departamentu Obrony Stanów Zjednoczonych zostaje ukradziony najnowszy model mikroprocesora o wartości kilku milionów dolarów. Sprawcy kradzieży, członkowie gangu dowodzonego przez Petera Beaupre’a (Olek Krupa), chcą przemycić go za granicę. Ukrywają cenny łup w zdalnie sterowanym samochodzie-zabawce, który przypadkowo trafia w ręce 8-letniego Alexa Pruitta (Alex D. Linz), chorego na ospę wietrzną. Chłopiec musi samodzielnie stawić czoło przestępcom, którzy zamierzają odzyskać swoją zdobycz. Próbuje on pokrzyżować plany rabusiów, a jego pomysłowość i fantazja górują nad psychologią dorosłych. 

## Obsada
- Alex D. Linz – Alex Pruitt
- Olek Krupa – Peter Beaupre, szef gangu
- Rya Kihlstedt – Alice Ribbons
- Lenny von Dohlen – Burton Jernigan
- David Thornton – Earl Unger
- Haviland Morris – Karen Pruitt
- Kevin Kilner – Jack Pruitt
- Marian Seldes – Pani Hess
- Seth Smith – Stan Pruitt
- Scarlett Johansson – Molly Pruitt
- Christopher Curry – agent Stuckey
- Baxter Harris – kapitan policji
- James Saito – przywódca terrorystów z Korei Północnej
- Kevin Gudahl – Techie
- Richard Hamilton – kierowca taksówki
- Freeman Coffey – oficer rekrutujący
- Krista Lally – Dispatcher
- Neil Flynn – policjant nr 1
- Tony Mockus Jr. – policjant nr 2
- Pat Healy – agent Rogers
- James Chisem – policjant nr 3
- Darwin Harris – fotograf
- Adrianne Duncan – obsługa lotu
- Sharon Sachs – nieznośna kobieta
- Joseph Luis Caballero – ochroniarz
- Sarah Godshaw – Latchkey Girl

## Nagrody
- Złota Malina w kategorii najgorszy sequel.

## Odbiór
Film został negatywnie odebrany przez krytyków. Serwis Rotten Tomatoes przyznał mu wynik 27%, czyli „zgniły”.